# Campaniloidea
Super-famille
Les Campaniloidea sont une super-famille de mollusques prosobranches de la classe des gastéropodes, à la position taxinomique encore peu claire.

## Liste des familles
Selon World Register of Marine Species (27 juin 2021) :
- famille Ampullinidae Cossmann, 1919
- famille Campanilidae Douvillé, 1904
- famille † Diozoptyxidae Pchelintsev, 1960
- famille † Gyrodidae Wenz, 1938
- famille † Metacerithiidae Cossmann, 1906
- famille Plesiotrochidae Houbrick, 1990
- famille † Settsassiidae Bandel, 1992
- famille † Trypanaxidae Gougerot & Le Renard, 1987
- famille † Tylostomatidae Stoliczka, 1868
- famille † Vernediidae Kollmann, 2005

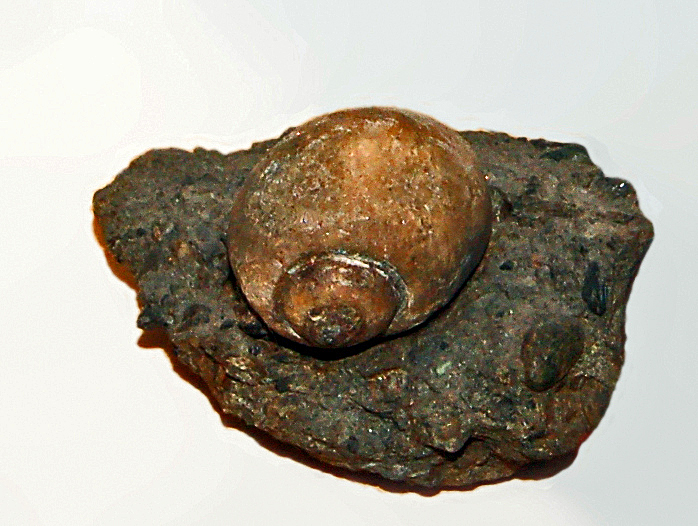
Ampullinopsis crassatina fossile (Ampullinidae).
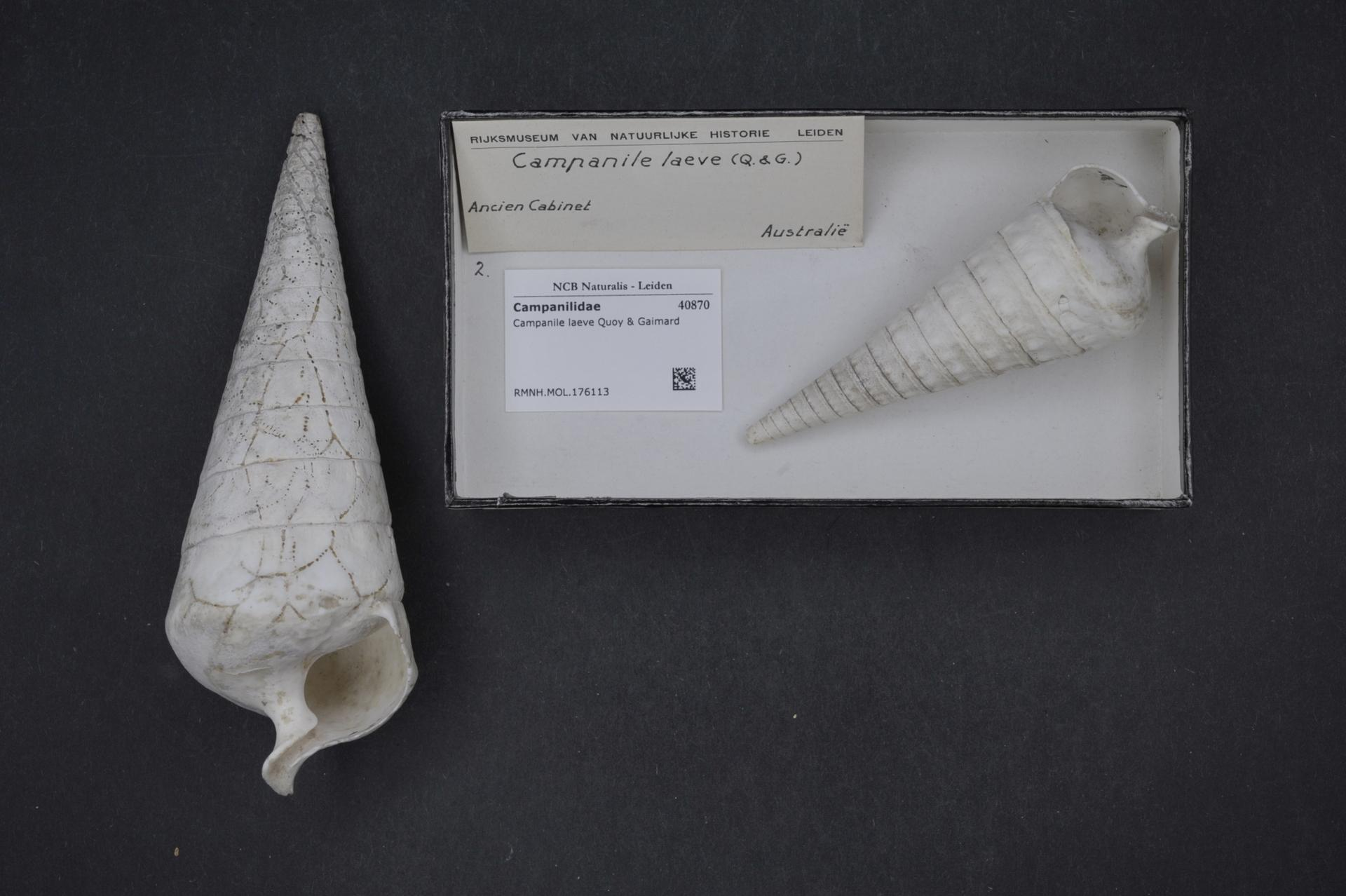
Campanile laeve (Campanilidae).
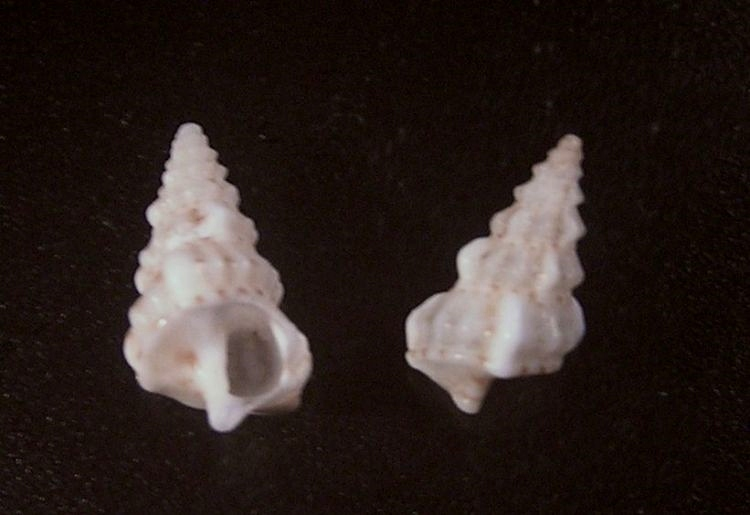
Plesiotrochus monachus (Plesiotrochidae).